# Kyffhäuser-Kaserne
Die Kyffhäuser-Kaserne in Bad Frankenhausen ist eine Kaserne der Bundeswehr in Thüringen. Sie wurde 1968 erbaut und erhielt 1994 den Namen „Kyffhäuser-Kaserne“, benannt nach dem gleichnamigen Kyffhäusergebirge.

## Lage
Die Kaserne liegt an der Seehäuser Straße, zwischen Bad Frankenhausen und Seehausen.

## Geschichte
Die Planungen für den Bau der Kaserne für die Nationale Volksarmee begannen 1965 noch unter dem Namen „Objekt 65“. Ab 1968 wurde mit dem Bau der Kaserne begonnen, die 1972 mit Munitionslager und Schießplatz fertiggestellt wurde. Darauffolgend verlegte 1972 das Mot. Schützenregiment 16 (MSR-16) der 11. Mot. Schützendivision (11. MSD) aus der Schumannkaserne in Leipzig nach Bad Frankenhausen in die neue Kaserne. In den folgenden Jahren wurde das Gelände mit einem technischen Bereich, Instandsetzungshallen und weiteren Unterkunftsgebäude erweitert, so dass 1975 das Aufklärungsbataillon 11 (AB-11) von Halle/Saale, Standort Leninallee und das Bataillon Chemische Abwehr 11 (BChA-11) nach Bad Frankenhausen verlegt wurden. 1976 erhielt die Kaserne den Namen „Robert-Uhrig-Kaserne“, benannt nach einem Mitglied der Kommunistischen Partei Deutschlands, Robert Uhrig. Am 3. Oktober 1990 wurden die Kaserne und alle dort stationierten Truppenteile dem Kommando der Bundeswehr unterstellt. 1991 wurden die NVA-Truppenteile aufgelöst und unmittelbar danach das Panzergrenadierbataillon 381, das Panzerbataillon 383 und das Instandsetzungsbataillon 131 der Bundeswehr aufgestellt. Außerdem wurde ab 1991 die Kaserne modernisiert und umgebaut, so dass Teile der Unterkünfte 1993 den Standard Kaserne 2000 erreichten. Am 7. Juli 1994 wurde die Kaserne umbenannt in „Kyffhäuser-Kaserne“. 1999 wurde ein Bundeswehr-Dienstleistungszentrum angegliedert.

## Dienststellen
- Panzerbataillon 393
- 1./Versorgungsbataillon 131
- 4./Versorgungsbataillon 131
- Sanitätsversorgungszentrum Bad Frankenhausen
- ZAW-Betreuungsstelle Bad Frankenhausen